# Gradiščica
Gradiščica je povirni pritok potoka Cerkniščica, ki se izliva v Cerkniško jezero. Ima dva pritoka, Jazbine in Štrukljevski potok.